# Bracon triangularis
Bracon triangularis är en stekelart som beskrevs av Christian Gottfried Daniel Nees von Esenbeck 1834. Bracon triangularis ingår i släktet Bracon och familjen bracksteklar. Inga underarter finns listade.